# 佩斯卡拉主教座堂

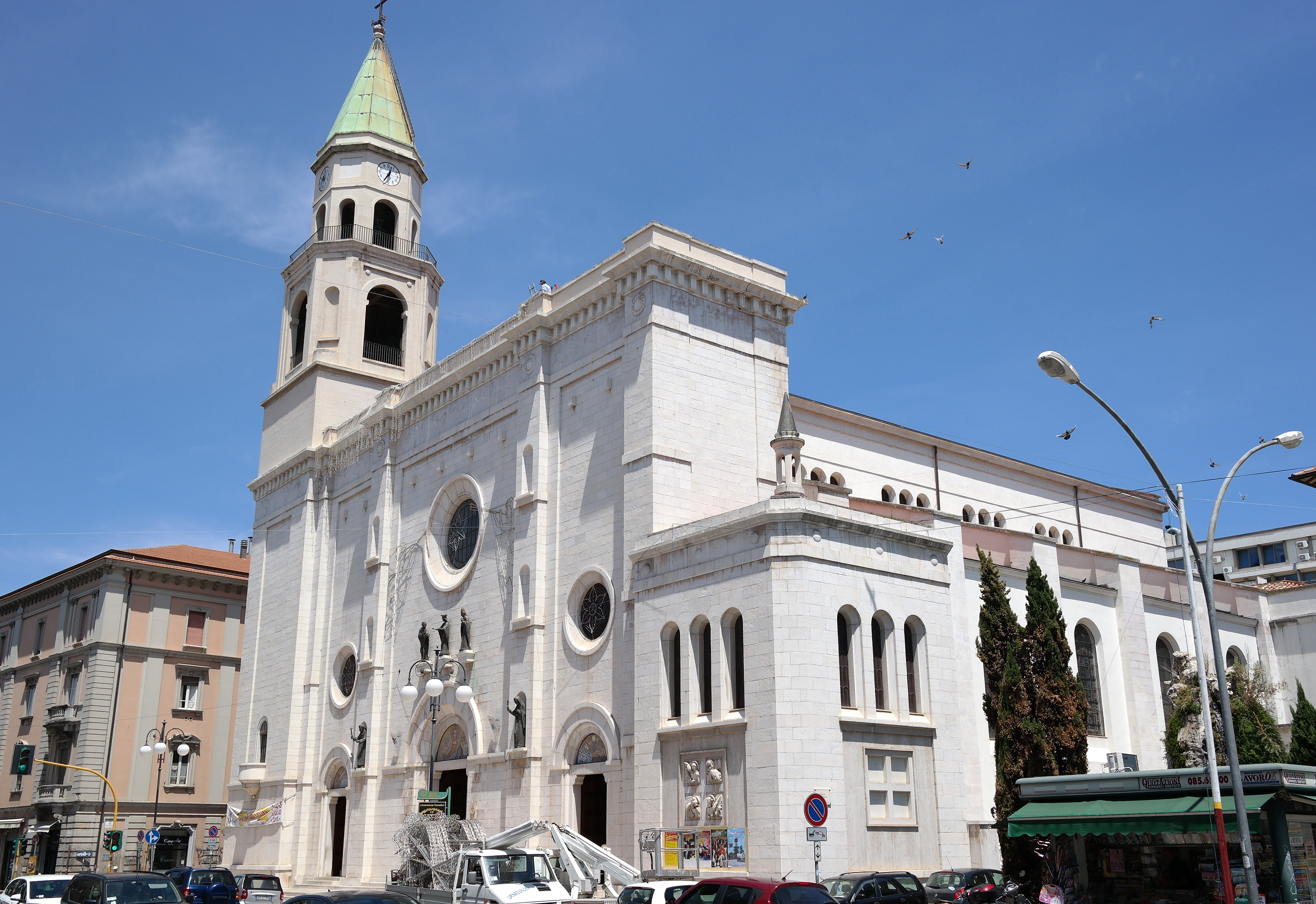
佩斯卡拉主教座堂

圣塞特斯主教座堂 (義大利語：Cattedrale di San Cetteo Vescovo e Martire）是天主教佩斯卡拉-彭內總教區（1982年由两教区合并而成）的主教座堂，位于佩斯卡拉的领报街（Via D'Annunzio），供奉该市的主保圣人圣塞特斯。目前的罗曼复兴建筑，兴建于1930年代，以取代中世纪建筑。